# Helge Seip

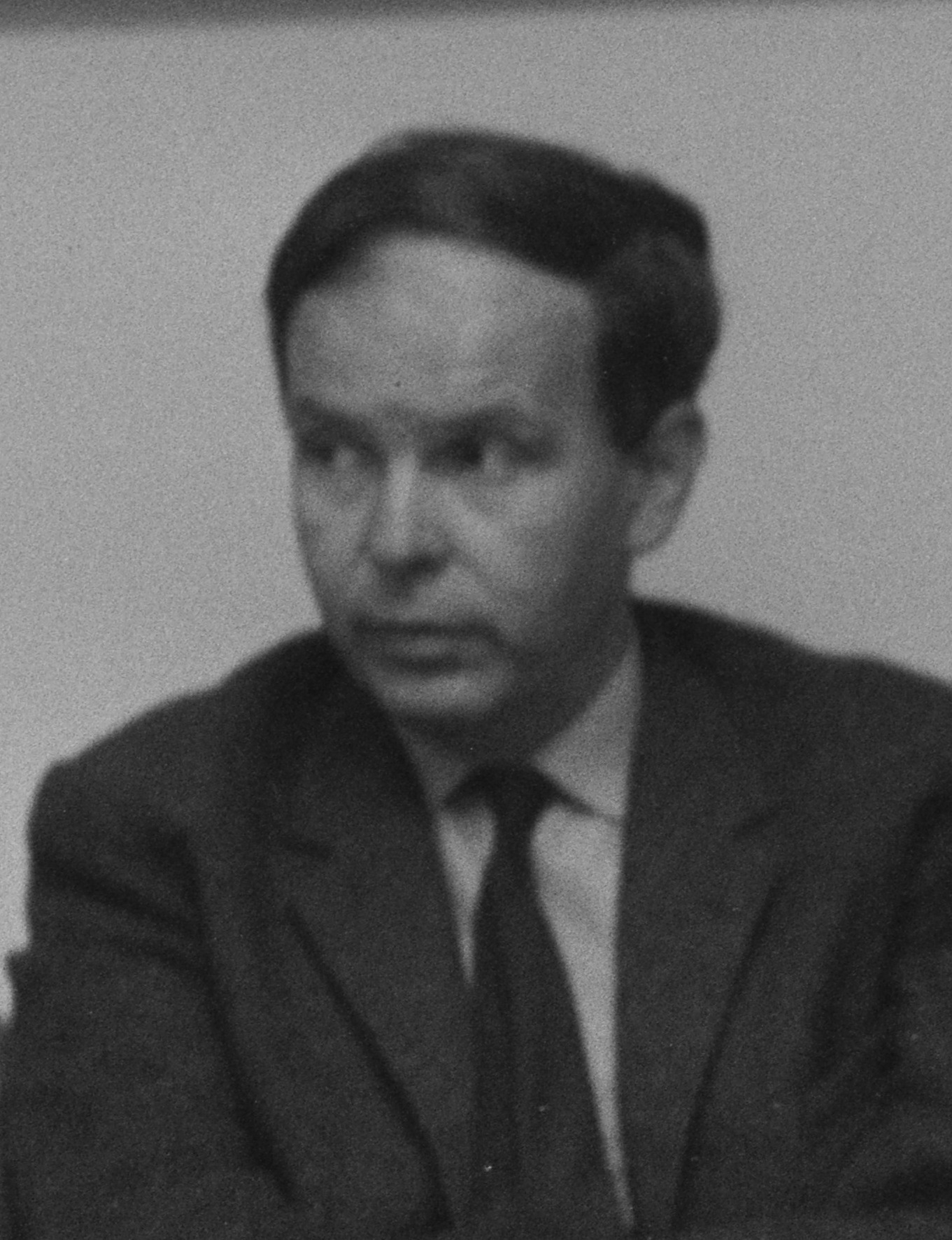
Helge Seip

Helge Lunde Seip (* 5. März 1919 in Surnadal, Fylke Møre og Romsdal; † 29. Januar 2004 in Bærum) war ein norwegischer Journalist und Politiker der linksliberalen Venstre (V), der Det Nye Folkepartiet (DNF) sowie zuletzt der Det Liberale Folkepartiet (DLF), der zwischen 1954 und 1965 Chefredakteur der Tageszeitung Dagbladet, mit Unterbrechungen 15 Jahre lang Mitglied des Storting sowie zwischen 1965 und 1970 Minister für Arbeit und Kommunales in der Regierung von Ministerpräsident Per Borten war.
Danach war er zunächst zwischen 1970 und 1972 Vorsitzender der Venstre. Nachdem er aus dieser wegen des europaskeptischen Kurses ausgetreten war, fungierte er von 1972 bis 1973 noch als Vorsitzender von Det Nye Folkeparti. Später war er von 1973 bis 1977 Generalsekretär des Nordischen Rates sowie zwischen 1980 und 1989 erster Direktor der neugegründeten nationalen Behörde für Datensicherheit Datatilsynet

## Leben

### Studium und berufliche Tätigkeiten
Seip, Sohn des Arztes Torkel Arup Schive Seip und der Krankenschwester Helga Lunde, begann nach dem Schulbesuch 1938 ein Studium der Wirtschaftswissenschaften, das er 1941 als Candidatus oeconomices (Cand. oecon.) abschloss. Ein zeitgleiches Studium der Rechtswissenschaften schloss er 1942 als Candidatus juris (Cand. jur.) ab. Als Student begann auch sein politisches Engagement als Vorsitzender des Studentenverbandes der Venstre in Oslo zwischen 1938 und 1939 sowie anschließend von 1939 bis 1945 als Vize-Vorsitzender der Venstre in Oslo.
Neben seinem Studium war er zwischen 1939 und 1941 als Rechnungsassistent am Sozioökonomischen Institut der Universität Oslo sowie anschließend von 1941 bis 1942 als Sekretär des Norwegischen Lehrerverbandes tätig, ehe er zwischen 1942 und 1944 als Berater des Pelzgroßhandels G. C. Rieber & Co A/S in Bergen beschäftigt war.
Nach einer einjährigen Tätigkeit von 1944 bis 1945 als Redaktionssekretär beim Nasjonalforlaget war Seip zwischen 1945 und 1954 Mitarbeiter in der Wirtschaftsredaktion der Tageszeitung Dagbladet. Daneben war Seip, der 1945 auch Vize-Vorsitzender der Studentenorganisation DNS (Det norske Studentersamfund) war, 1945 Berater des Wirtschaftlichen Koordinierungsrates (Det økonomiske Samordningsråd), zwischen 1946 und 1958 Prüfer an der Universität Oslo, von 1946 bis 1948 Berater des Finanzministeriums sowie zwischen 1947 und 1955 nebenamtlicher Dozent für öffentliche Wirtschaft.

### Kommunalpolitiker, Staatsbeamter und Chefredakteur desDagbladet
Nach Kriegsende engagierte er sich auch in der Kommunalpolitik und war zunächst zwischen 1945 und 1947 Mitglied des Stadtrates von Oslo sowie von 1946 bis 1947 Richter am Osloer Stadtgericht. 1947 war er zugleich Vorsitzender des Jugendverbandes der Venstre des Nordischen Rates.
Nach einem Studienkurs in Salzburg wurde er 1948 Büroleiter im Handelsministerium und übte diese Funktion bis 1952 aus. Während dieser Zeit gehörte er zwischen 1950 und 1951 auch zur norwegischen Delegation bei der Organisation für europäische wirtschaftliche Zusammenarbeit  (OEEC) in Paris und unternahm zwischen 1951 und 1952 mit einem Stipendium der Rockefeller-Stiftung Studienreisen in die Schweiz, die Niederlande, das Vereinigte Königreich sowie die USA.
Im Anschluss war Seip von 1952 bis 1954 Büroleiter im Statistischen Zentralbüro SSB (Statistisk sentralbyrå), ehe er zwischen 1954 und 1965 Politischer Redakteur und Chefredakteur des Dagbladet war.
Seit den 1950er Jahren engagierte er sich politisch in der Kommune Bærum und war zwischen 1951 und 1955 deren Vize-Bürgermeister sowie anschließend von 1955 bis 1959 Mitglied des Gemeindepräsidiums sowie zwischen 1959 und 1967 Mitglied des Gemeinderates. Daneben war er zwischen 1951 und 1955 auch Vize-Mitglied des Provinzparlaments (Fylkesting) des Fylke Akershus.

### Storting-Mitglied und Minister
Nachdem Seip zwischen 1948 und 1952 Vize-Mitglied des Landesvorstandes der linksliberalen Venstra war, wurde er 1952 Mitglied des Landesvorstandes der Partei und gehörte diesem zwanzig Jahre lang bis 1972 an.
Er wurde als Kandidat der linksliberalen Venstre bei der Wahl vom 12. Oktober 1953 erstmals zum Mitglied des Storting gewählt und vertrat dort bis zur Wahl am 11. September 1961 die Interessen von Oslo. Zu Beginn seiner Parlamentszugehörigkeit war er vom 11. Januar 1954 bis zum 30. September 1961 Vize-Mitglied des Fraktionsvorstandes der Venstre sowie zeitgleich zwischen dem 22. Januar 1954 und dem 30. September 1961 Sekretär des Storting-Ausschusses für Kommunales.
Bei der Wahl vom 13. September 1965 wurde Seip für Oslo wieder zum Mitglied des Storting und vertrat dort zunächst die Venstre, ehe er aus dieser austrat und am 9. Dezember 1972 Det Nye Folkepartiet (DNF) beitrat.
Am 12. Oktober 1965 wurde Seip von Ministerpräsident Per Borten als Minister für Kommunales und Arbeit (Kommunal- og Arbeidsminister) in dessen Regierung berufen und bekleidete dieses Amt bis zu seiner Ablösung durch seinen Parteifreund Helge Rognlien am 29. August 1970.

### Vorsitzender der Venstre und der DNF
1970 wurde Seip Nachfolger von Gunnar Garbo als Vorsitzender der Venstre. Nachdem es 1972 innerhalb der Venstre zu unterschiedlichen Auffassungen über einen Beitritt Norwegens zur Europäischen Wirtschaftsgemeinschaft (EWG) gekommen war, gehörte er zu den Mitgründern der aus dem europafreundlichen Flügel der Venstre entstandenen Det Nye Folkeparti (DNF). Sein Nachfolger als Vorsitzender der Venstre wurde daraufhin Helge Rognlien, der 1970 bereits sein Nachfolger im Ministeramt geworden war.
Im Anschluss war er vom 1. Oktober 1970 bis zum 9. Dezember 1972 Vorsitzender der Venstre-Fraktion sowie anschließend vom 9. Dezember 1972 bis zum 30. September 1973 Vorsitzender der DNF-Fraktion im Storting. Daneben fungierte er vom 5. Oktober 1970 bis zum 30. September 1973 als Vorsitzender des Storting-Ausschusses für Auswärtiges und Verfassungsangelegenheiten.
Er selbst wurde 1972 erster Vorsitzender der DNF, übergab diese Funktion aber bereits im darauf folgenden Jahr 1973 an den ebenfalls aus der Venstre ausgetretenen Magne Lerheim.
Bei der Wahl am 10. September 1973 verlor er sein Abgeordnetenmandat, so dass die DNF nur noch mit dem ebenfalls von der Venstre gekommenen ehemaligen Minister Ole Myrvoll im Storting vertrat war. Zugleich war er von 1972 bis 1975 Vorsitzender des Datenausschusses.

### Generalsekretär des Nordischen Rates und erster Direktor vonDatatilsynet
Nach seinem Ausscheiden aus dem Storting fungierte Seip als Nachfolger seines Landsmannes Emil Vindsetmo zwischen Dezember 1973 und seiner Ablösung durch den ebenfalls aus Norwegen stammenden Gudmund Saxrud im August 1977 als Generalsekretär des Nordischen Rates. Danach arbeitete er wieder als Journalist und war zwischen 1977 und 1980 Chefredakteur der Wirtschaftszeitung Norges Handels- og Sjøfartstidende.
Zugleich engagierte er sich wieder in der Kommunalpolitik und war von 1979 bis 1983 erneut Vize-Bürgermeister von Bærum.
1980 wurde Seip erster Direktor der neugegründeten nationalen Behörde für Datensicherheit Datatilsynet. In dieser Funktion blieb er bis zu seiner Ablösung durch Georg Apenes 1989. Daneben war er von 1981 bis 1982 Vorsitzender der Arbeitsgruppe für Datentechnologie des Nordischen Rates sowie zwischen 1986 und 1989 Vorsitzender des Rundfunkrates des Norwegischen Rundfunks NRK (Norsk rikskringkasting). Anschließend übernahm er 1989 als Erster die Funktion als Kommissar für Datenschutz des Europarates und bekleidete dieses Amt bis 1995.
Des Weiteren engagierte er sich von 1980 bis 1995 als Vorsitzender des Aufsichtsrates des nach Sonja Henie und Niels Onstad benannten Henie Onstad Kunstzentrum in Høvikodden, einem Ortsteil von Bærum.
1981 wurde Seip als Nachfolger von Reidar Carlsen auch Vorsitzender des norwegischen Verbandes der Vereinigung Norden, ein in den nordischen Ländern vertretener Verein zur Förderung der kulturellen und politischen Zusammenarbeit zwischen den einzelnen nordischen Ländern. Diese Funktion bekleidete er bis zu seiner Ablösung durch Reidar Østgård 1987. Für seine Verdienste um die nordische Zusammenarbeit wurde er 1983 mit der schwedischen Jacob Letterstedt-Medaille ausgezeichnet.
Er war ferner zwischen 1981 und 1987 Mitglied des Zentralvorstandes der aus der DNF entstandenen Det Liberale Folkepartiet (DLF). Seip, der zwischen 1987 und 1991 Mitglied des Gemeindepräsidiums von Bærum war sowie 1989 zum Kommandeur des Sankt-Olav-Ordens ernannt wurde, fungierte von 1991 bis 2000 als Richter am Amtsgericht (Herredsretten) dieser Kommune. 1997 wurde er auch Ehrenmitglied der Vereinigung Norden und erhielt im Jahr 2000 den Rosing-Preis der Norwegischen Computer-Gesellschaft (Den Norske Dataforening).

## Veröffentlichungen

### Bücher
- Vi velger. Stortingsvalget 1945, Oslo 1945
- Dagbladets kommunevalgbok, 1947
- Kommunenes økonomi, Oslo 1949
- The possibilities of continuing nordic cooperation within the framework of an extended Europe, Helsinki 1973
- Stortingsvalget 1977. For dem som vil følge med i valgresultatene 12. september, Oslo 1977
- Kommunevalget 1979. Boken for dem som vil følge valgresultatene, Oslo 1979
- Stortingsvalget 1981. Personer, partilister og alle interessante tall for dem som vil følge med i valgresultatene 14. september, Mitautoren Olaf Chr. Torp und Carl Johan Berg, Oslo 1981
- Norge og Sverige gjennom 1000 år: i feide og fellesskap, Mitautoren Alf Henrikson und Arne F. Andersson, Oslo 1985

### Artikel und Aufsätze
- Einar Gerhardsen: ener i norsk og nordisk politikk, in: Nordisk Tidskrift, Jahrgang 64, Heft 1, 1988
- Regler og prinsipper for personvernet, in: Jussens venner, Heft 4/5, 1988
- Krönika om nordiskt samarbete: arbeidsprogram for Norden i Europa, in: Nordisk tidsskrift, Jahrgang 65, Heft 4, 1989
- Ti år med datatilsynet, in: CompLex, Nr. 4, 1990
- Norge i 1989, in: Nordisk tidskrift för vetenskap, konst och industri, Jahrgang 66, Heft 3, 1990
- Fra fattig-Norge til velstandssamfunn, in: Knut Ramberg, Arne Bonde und Knut Bjørnsen (Herausgeber): Lillehammer ’94, Band 2, Oslo 1992
- Krönika om nordiskt samarbete: Nordisk råd i omstillings- og brytningstid, in: Nordisk Tidskrift, Jahrgang 68, Heft 6, 1992
- Krönika om nordiskt samarbete: kulturinnsats som motvekt mot nordisk marginalisering, in: Nordisk tidskrift, Jahrgang 69, Heft 1, 1993
- Krönika om nordiskt samarbete: nærhetsprinsippet og våre nordiske folkelige organisasjoner, in: Nordisk Tidskrift, Jahrgang 69, Heft 3, 1993
- Norsk innvandringspolitikk, in: Almanakk for Norge 1996, Oslo 1996
- Høyrebølger og andre politiske velgervibrasjoner, in: Kulturelt perspektiv, Jahrgang 7, Nr. 3, 1998

## Hintergrundliteratur
- Guttorm Hansen (Herausgeber): Mennesket i sentrum: festskrift til Helge Seips 70-årsdag, Oslo 1989